# Risto Radunović
Risto Radunović (Kirin Serbia: Ристо Радуновић, phát âm [rǐːsto radǔːnoʋitɕ]; sinh ngày 4 tháng 5 năm 1992) là một hậu vệ bóng đá người Montenegro thi đấu cho câu lạc bộ România FCSB.
Sinh ra ở thủ đô Podgorica của Montenegro, Radunović thi đấu 4 mùa giải cùng với FK Budućnost Podgorica tại Montenegrin First League, mùa hè năm 2014, anh ra nước ngoài và ký hợp đồng với FK Borac Čačak, đội bóng vừa mới trở lại giải bóng đá hàng đầu Serbia trong mùa hè đó.
Vào tháng 5 năm 2016, Radunović được triệu tập vào đội tuyển quốc gia Montenegro để thi đấu giao hữu với Thổ Nhĩ Kỳ.

## Danh hiệu
Budućnost Podgorica
- Montenegrin First League: 2011–12, 2016–17
- Montenegrin Cup: 2012–13